# Cancha Rayada
Cancha Rayada es un campo ubicado en la parte norte de la ciudad de Talca, en la Región del Maule, Chile, importante en cuanto a la Independencia de Chile ya que en él ocurrieron dos importantes campañas militares:
- Desastre de Cancha Rayada (1814).
- Sorpresa de Cancha Rayada (1818).

El lugar se encuentra actualmente urbanizado por la ciudad de Talca al sur del río Lircay. La ciudad ha erigido un monumento denominado Sorpresa de Cancha Rayada y consiste en una placa sobre el cual se asienta un cañón de la época.
Se denominaba cancha rayada por sus características geográficas, pues era un terreno sumamente irregular. 